# Lijst van voetbalinterlands Australië - Zweden
Deze lijst van voetbalinterlands is een overzicht van alle officiële voetbalwedstrijden tussen de nationale teams van Australië en Zweden. De landen speelden tot op heden vijf keer tegen elkaar. De eerste ontmoeting was een vriendschappelijke wedstrijd op 26 januari 1992 in Sydney. Het laatste duel, eveneens een vriendschappelijke wedstrijd, vond plaats op 28 februari 1996, wederom in Sydney.

## Wedstrijden
| № | Plaats    | Datum            | Competitie        | Wedstrijd          | Uitslag |
| - | --------- | ---------------- | ----------------- | ------------------ | ------- |
| 1 | Sydney    | 26 januari 1992  | Vriendschappelijk | Australië − Zweden | 0 − 0   |
| 2 | Adelaide  | 29 januari 1992  | Vriendschappelijk | Australië − Zweden | 1 − 0   |
| 3 | Melbourne | 2 februari 1992  | Vriendschappelijk | Australië − Zweden | 1 − 0   |
| 4 | Brisbane  | 25 februari 1996 | Vriendschappelijk | Australië − Zweden | 0 − 2   |
| 5 | Sydney    | 28 februari 1996 | Vriendschappelijk | Australië − Zweden | 0 − 0   |

## Samenvatting
| Competitie        | Totaal gespeeld | Winst Australië | Gelijk | Winst Zweden | Doelsaldo Australië – Zweden |
| ----------------- | --------------- | --------------- | ------ | ------------ | ---------------------------- |
| Vriendschappelijk | 5               | 2               | 2      | 1            | 2 − 2                        |
| Totaal            | 5               | 2               | 2      | 1            | 2 − 2                        |

Wedstrijden bepaald door strafschoppen worden, in lijn met de FIFA, als een gelijkspel gerekend.

## Details

### Eerste ontmoeting
| Vriendschappelijk (Sydney, Australië, 26 januari 1992):                                                                                                 |              | |
| Australië | 0 – 0        | Zweden |
| | goals        | |
| Eddie Thomson | bondscoach   | Tommy Svensson |
| Robert Zabica Ian Gray Andrew Bernal Ned Zelic Alex Tobin Paul Wade Mehmet Durakovic 60' Ernie Tapai 46' Mike Petersen Warren Spink Jason van Blerk 82' | opstellingen | Lars Eriksson Jan Eriksson Mats Gren Joachim Björklund 84' Dennis Schiller Stefan Rehn 75' Ken Burwall Jens Fjellström Christer Fursth Johnny Ekström 57' Niclas Kindvall |
| Tommy McCulloch 46' Tony Vidmar 60' Alistair Edwards 82'                                                                                                | wissels      | 57' Mikael Martinsson 75' Håkan Mild 84' Magnus Erlingmark |
| Mehmet Durakovic ??' | gele kaarten | |
| - Debuut van Joachim Björklund (SK Brann Bergen), Christer Fursth (Örebro SK) en Niclas Kindvall (IFK Norrköping) voor Zweden.                          |              | |

### Tweede ontmoeting
| Vriendschappelijk (Adelaide, Australië, 29 januari 1992): |              | |
| Australië | 1 – 0        | Zweden |
| Alistair Edwards 77' | goals        | |
| Eddie Thomson | bondscoach   | Tommy Svensson |
| Robert Zabica Milan Blagojevic Andrew Bernal 57' Ned Zelic Alex Tobin Paul Wade Tony Vidmar Tommy McCulloch Steve Maxwell Branko Milosevic 72' Jason van Blerk 69' | opstellingen | Jonnie Fedel Mats Gren Jan Eriksson Joachim Björklund Peter Larsson Patrik Andersson Stefan Rehn 77' Håkan Mild 77' Magnus Erlingmark Mikael Martinsson Jan Jansson |
| Mehmet Durakovic 57' Alistair Edwards 69' Mike Petersen 72' | wissels      | 77' Ken Burwall 77' Johnny Ekström |
| - Debuut van Jonnie Fedel (Malmö FF) en Patrik Andersson (Malmö FF) voor Zweden.                                                                                   |              | |

### Derde ontmoeting
| Vriendschappelijk (Melbourne, Australië, 2 februari 1992): |              | |
| Australië | 1 – 0        | Zweden |
| Paul Wade 66' | goals        | |
| Eddie Thomson | bondscoach   | Tommy Svensson |
| Robert Zabica Ian Gray Mehmet Durakovic Milan Ivanovic Alex Tobin Paul Wade Tony Vidmar 46' Tommy McCulloch 60' Mike Petersen 55' Paul Trimboli Alistair Edwards | opstellingen | Lars Eriksson Mikael Nilsson Jan Eriksson Magnus Erlingmark Christer Fursth 68' Jens Fjellström 81' Patrik Andersson Stefan Rehn Jonny Rödlund Johny Ekström Jan Jansson |
| Jason van Blerk 46' Ned Zelic 55' Ernie Tapai 60' | wissels      | 68' Håkan Mild 81' Ken Burwall |